# Żołnierze Armii Czerwonej i Armii Radzieckiej w ludowym Wojsku Polskim

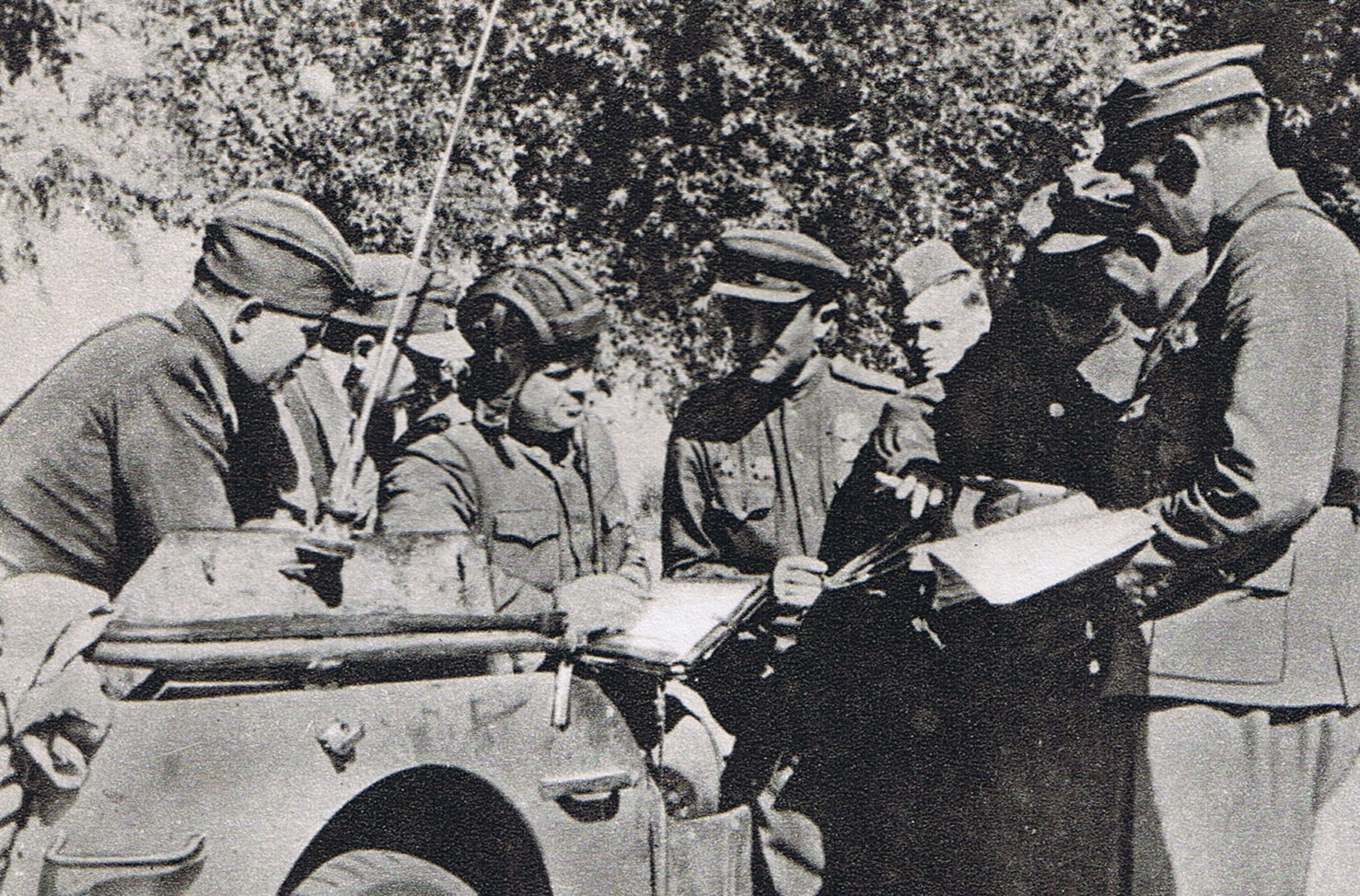
Rosjanin polskiego pochodzenia Jan Mierzycan (w hełmofonie) z oficerem sowieckim oraz żołnierzami 1 Brygady Pancernej (1944)

Żołnierze Armii Czerwonej i Armii Radzieckiej w ludowym Wojsku Polskim – grupa żołnierzy Armii Czerwonej skierowanych do służby w ludowym Wojsku Polskim w latach 1943–1946 oraz żołnierzy Armii Radzieckiej w latach 1946–1968. Rekrutowała się z Polaków oraz Radzieckich – obywateli ZSRR .

## Tło polityczno-historyczne

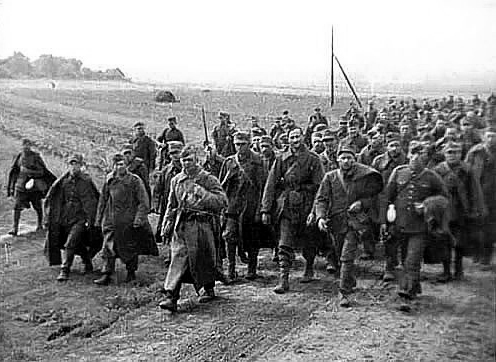
Polscy jeńcy wojenni konwojowani przez Armię Czerwoną do kolejowych punktów załadunku za granicą polsko-sowiecką – wrzesień 1939

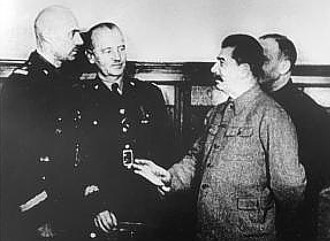
Polscy generałowie Władysław Sikorski i Władysław Anders podczas rozmów z Józefem Stalinem w Kujbyszewie (grudzień 1941)

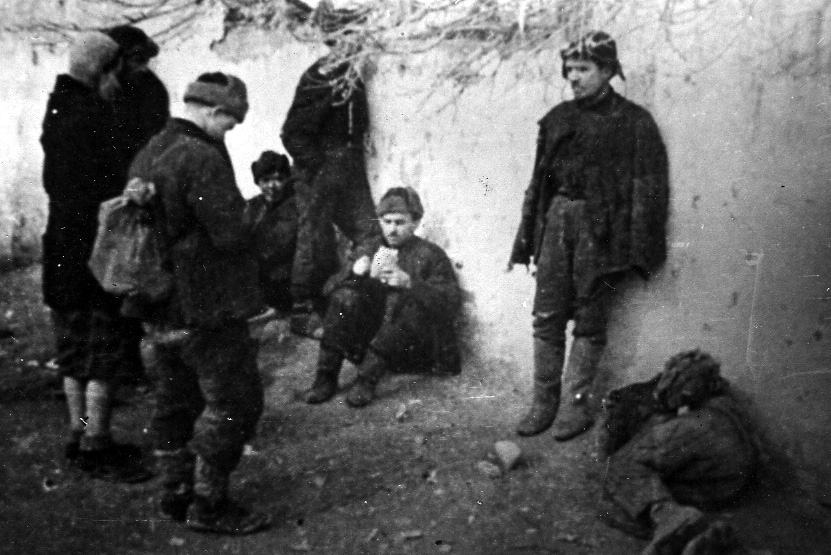
Polscy jeńcy wojenni zwolnieni z gułagu po układzie Sikorski-Majski (1941)

Po klęsce Wojska Polskiego w kampanii wrześniowej 1939 roku na anektowanym przez Związek Radziecki terytorium przedwojennej Polski znalazło się w sumie ok. 230 tys. oficerów i żołnierzy Wojska Polskiego oraz funkcjonariuszy Policji Państwowej. Większość z nich została wywieziona do obozów pracy przymusowej ulokowanych na Syberii, a ok. 24 tys. skierowano do podobnych obozów, zlokalizowanych na Ukrainie i Białorusi. Następną grupę, ok. 42 tys. (głównie szeregowców i oficerów niższego stopnia), zwolniono, natomiast podobną liczbę jeńców (około 42,5 tys.) przekazano III Rzeszy w ramach wymiany międzysojuszniczej. Z ogólnej sumy jeńców polskich wyselekcjonowano ok. 22 tys. oficerów, których osadzono w obozach jenieckich. Większość przetrzymywanych w obozach internowania oficerów zostało zamordowanych w okresie od kwietnia do maja 1940 roku.
Pod koniec 1940 roku władze ZSRR starały się pozyskać część ocalałych jeńców do pomysłu utworzenia sojuszniczej armii polskiej, która mogłaby stanąć u boku komunistów. Propozycje współpracy kierowane były do osadzonych w więzieniach oficerów m.in. Mieczysława Boruty-Spiechowicza, Mariana Januszajtisa czy Wacława Przeździeckiego, z pominięciem rządu polskiego na emigracji okazały się bezskuteczne. NKWD rozpoczęło również nabór wśród niższych rangą oficerów polskich. Udało im się nakłonić do współpracy grupę 13 oficerów, której przewodniczył pułkownik Zygmunt Berling, późniejszy generał oraz inicjator ludowego Wojska Polskiego. 31 października tego samego roku grupę tę osadzono w Małachówce pod Moskwą, pod opieką NKWD. Celem władz radzieckich było stworzenie w ZSRR polskich jednostek wojskowych, które nie byłyby podporządkowane ani Naczelnemu Wodzowi Wojska Polskiego, ani rządowi polskiemu w Londynie, a które mogłyby stać się narzędziem ZSRR, wykorzystanym do walki z nazistowskimi Niemcami.
Po ataku III Rzeszy na Związek Radziecki sytuacja polityczna zmieniła się, w wyniku czego ZSRR podjął próby porozumienia się z rządem polskim w Londynie. 30 lipca 1941 roku podpisany został Układ Sikorski-Majski przywracający stosunki dyplomatyczne między obu państwami, zerwane 17 września 1939 po agresji ZSRR na Polskę. Podjęto wówczas próbę utworzenia polskiego sojuszniczego wojska, tzw. Armii Andersa, które miało mieć autonomiczne dowództwo współpracujące z Armią Czerwoną, jednak podporządkowane polskiemu dowództwu oraz polskiemu rządowi. Pomysł ten jednak nie powiódł się ze względu na ujawnienie informacji o zbrodni katyńskiej i opuszczenie terytorium ZSRR przez wojska generała Władysława Andersa.

## Historia

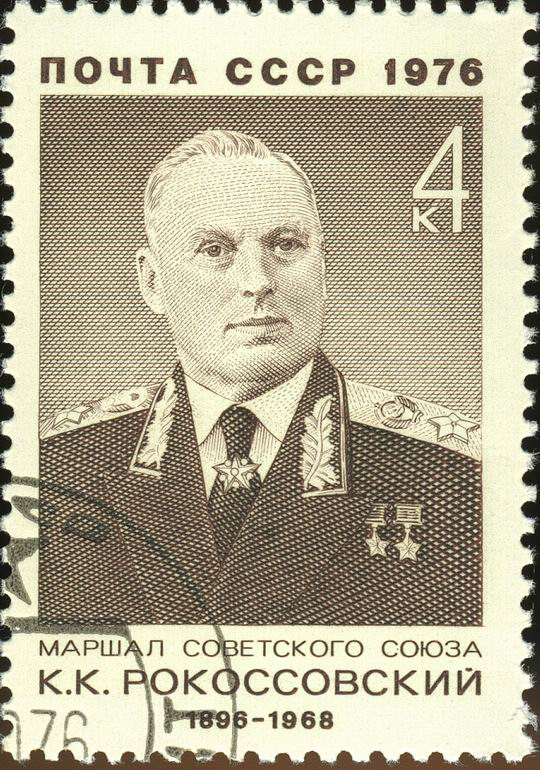
Marszałek ZR Konstanty Rokossowski najwyższy stopniem czerwonoarmista w ludowym Wojsku Polskim i SZ PRL

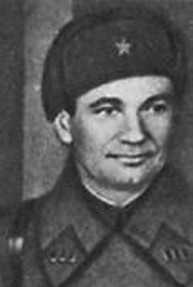
Sierżant czerwonoarmista Stanisław Gilarowicz Popławski późniejszy Wiceminister Obrony Narodowej (1949–1956)

Warunki powstania Ludowego Wojska Polskiego i rozwinięcie go na tak szeroką skalę stworzyła ideowa i organizacyjna, kadrowa i materialna pomoc radzieckiego sojusznika. Współorganizowali nasze dywizje i armie, uczyli sztuki wojennej, wspólnie prowadzili w bój i razem krew przelewali radzieccy oficerowie. 
gen. Wojciech Jaruzelski

### II wojna światowa
Po wyjściu Armii Andersa do Iranu władze sowieckie rozpoczęły realizację pomysłu utworzenia całkowicie komunistycznej armii polskiej, która mogłaby działać w sojuszu militarnym z ZSRR. Ludowe Wojsko Polskie utworzone zostało we współpracy rządu sowieckiej Rosji z polskimi komunistami, skupionymi w Związku Patriotów Polskich – organizacji kierowanej przez ekspułkownika Armii Czerwonej Wandę Wasilewską. 7 maja 1943 roku ogłoszono pobór Polaków oraz werbunek ochotników spośród „byłych polskich obywateli niepolskiej narodowości” oraz „Polaków stałych mieszkańców i obywateli ZSRR”. Sowieckie zarządzenie z 15 czerwca tego roku nakazywało administracji radzieckiej przeprowadzenie spisu „ludności polskiej w wieku od 17 do 50 lat”.
Pierwsza fala żołnierzy radzieckich pojawiła się w LWP już w momencie jego utworzenia w 1943 roku. Związana była z brakiem polskiej kadry oficerskiej, jaki nastąpił w wyniku zbrodni katyńskiej oraz ewakuacji armii Andersa do Iranu. Do 30 sierpnia 1943 roku na Bliski Wschód wyjechało około 4 tysiące oficerów zawodowych Wojska Polskiego, jeńców wojennych z 1939 roku przebywających w tym czasie na terytorium ZSRR. Pozostała bardzo nieliczna grupka przedwojennych polskich oficerów, która została uzupełniona przez oficerów Armii Czerwonej: polskiego pochodzenia lub Rosjan o polsko brzmiących nazwiskach m.in. płk. Bolesława Kieniewicza, mjr. Bronisława Lachowicza, płk. W. Siwickiego.
W lipcu 1943 roku 67% oficerów 1 DP im. Tadeusza Kościuszki w tym politruków pochodziło z Armii Czerwonej . Jeszcze na początku roku 1945 spośród 40 tysięcy oficerów LWP 18 996 oficerów, w tym 36 generałów, pochodziło z Armii Czerwonej. Z armii sowieckiej przejęto m.in. skróty pododdziałów, jednak oficerowie i żołnierze Armii Czerwonej służący w Wojsku Polskim nosili polskie mundury i salutowali po polsku. W okresie II wojny światowej przez szeregi LWP przewinęło się około 20 tysięcy żołnierzy sowieckich . Wydana w okresie PRL przez Ministerstwo Obrony Narodowej Encyklopedia II wojny światowej podaje większą liczbę: „Ogólna bezpośrednia radziecka pomoc kadrowa dla Wojska Polskiego wyraża się liczbą blisko 33 tys. osób” z czego 19 679 stanowili oficerowie, w tym 33 generałów, oraz 13 tysięcy podoficerów, którzy służyli w wojskach technicznych.
W 1945 roku nastąpił odpływ oficerów radzieckich z powrotem do Armii Czerwonej. Do ZSRR odkomendowano wówczas 7973 ludzi, zaś w następnych latach odpowiednio 6520 (1946), 1967 (1947) i 466 (1948). W sumie 16 926 oficerów, w tym 66 generałów. Podczas procesu powrotu do własnego-radzieckiego państwa zdarzyło się kilkadziesiąt przypadków niepodporządkowania się żołnierzy rozkazom dowództwa radzieckiego. Zanotowano 24 przypadki oficerów, którzy odmówili wyjazdu do ZSRR, za co zostali aresztowani i oddani do dyspozycji radzieckiej prokuratury wojskowej. W okresie tym około 240 oficerów zginęło lub zmarło z różnych przyczyn .

### Lata 50 XX wieku
Druga masowa fala żołnierzy radzieckich w LWP związana była z czystkami politycznymi, jakie nastąpiły po zakończeniu II wojny światowej, w latach 1949–1954. Od 1949 Ministerstwo Bezpieczeństwa Publicznego a później Informacja Wojskowa przeprowadziła śledztwo, którym objęto wszystkich przedwojennych oficerów Wojska Polskiego. W latach 1943–1945 w organach Informacji Wojskowej służyło 750 oficerów kontrwywiadu wojskowego Smiersz (działającego w Armii Czerwonej), do sierpnia 1944 Rosjanie stanowili 100% oficerów informacji w LWP. Dopiero rok po utworzeniu struktur informacji wojskowej oficerami zostało pierwszych 17 obywateli polskich.
Na przełomie lat 40 i 50 XX w. Informacja Wojskowa przystąpiła do akcji „oczyszczania” korpusu oficerskiego z „elementów wrogich i obcych”, „przypadkowych i zdemoralizowanych”, „niepożądanych dla sprawy budownictwa socjalizmu w Polsce”. W oparciu o takie „kryteria” w latach 1949–1954 zwolniono z wojska ponad 9 tys. oficerów wywodzących się w przedwojennej armii polskiej, z Polskich Sił Zbrojnych walczących w latach 1940–1945 na Zachodzie oraz z Armii Krajowej. Ponad tysiąc z nich trafiło do więzień, a przeciwko 135 zorganizowano pokazowe procesy. 37 oficerów skazano na karę śmierci, oskarżając ich bezpodstawnie o organizowanie spisku w wojsku.
W 1949 roku na ministra ON powołany został Marszałek Związku Radzieckiego polskiego pochodzenia – Konstanty Rokossowski. Sprowadził on do Polski kilkuset generałów i oficerów Armii Radzieckiej i  rodzajów sił zbrojnych z Sił Zbrojnych ZSRR, którzy uzupełnili braki na najwyższych szczeblach korpusu oficerskiego. W sumie za kadencji marszałka Rokossowskiego w Wojsku Polskim służyło blisko 7 tysięcy generałów i oficerów sowieckich, którzy zajmowali praktycznie wszystkie kierownicze stanowiska .
W okresie 1949–1955 z LWP ubyło 1427 żołnierzy sowieckich, z czego 700 powróciło z powrotem do ZSRR, 682 przyjęło obywatelstwo polskie pozostając w PRL, a 45 ubyło z innych przyczyn . Do 1957 roku radzieccy oficerowie oraz generałowie dowodzili większością jednostek, związków taktycznych i operacyjnych ludowego Wojska Polskiego. Pełnili kluczowe stanowiska w Sztabie Generalnym, instytucjach centralnych Ministerstwa Obrony Narodowej, a także dowodzili w sztabach okręgów wojskowych wszystkich rodzajów wojsk i służb oraz szkolnictwa wojskowego PRL. Podobna sytuacja miała miejsce w służbach wywiadowczych, organach Informacji Wojskowej oraz w prokuraturze wojskowej .
Pod koniec lat 50 XX w. obecność żołnierzy radzieckich w tym oficerów politycznych w SZ PRL zaczęła się zmniejszać i nie była już tak wysoka, jak w latach wcześniejszych. Szkolnictwo wojskowe w PRL kształciło już własną kadrę oficerską, która mogła pokierować siłami zbrojnymi w Polsce i nie było tak dużej potrzeby sprowadzania do Polski kadry z ZSRR. W tym okresie procentowo najwięcej Rosjan było w korpusie oficerskim wyższego szczebla. Ryszard Kałużny w swojej pracy Oficerowie Armii Radzieckiej w Wojskach Lądowych w Polsce stwierdził : 

Na początku 1955 roku w Siłach Zbrojnych PRL pełniło służbę 33 generałów i ponad 170 oficerów Armii Radzieckiej. Zajmowali oni 32 stanowiska spośród 50 najważniejszych – od Ministra Obrony Narodowej do dowódcy korpusu włącznie .

### Lata 60 XX wieku
Od końca lat 60 XX w. Radzieccy nie byli już bezpośrednio kierowani do LWP. W dalszym ciągu jednak delegowano do Polski Ludowej sowieckich doradców wojskowych, którzy w ramach sojuszu wojskowego, a później tzw. Układu Warszawskiego współpracowali z polskimi wojskowymi. Wchodzili oni jednak już w skład korpusu oficerskiego Armii Czerwonej stacjonującej w latach 1945-1993 na terenie PRL, nie pozostając na etatach Ludowego Wojska Polskiego. Jedyną grupą Rosjan w SZ PRL stanowili radzieccy oficerowie, którzy przyjęli polskie obywatelstwo w latach 50 XX w. 

## Radzieccy doradcy wojskowi
Osobną grupą radzieckich oficerów w Polsce Ludowej byli radzieccy doradcy wojskowi delegowani w ramach sojuszu wojskowego i Układu Warszawskiego. Pierwsi tacy doradcy pojawili się w czasie II wojny światowej. W odróżnieniu od Radzieckich włączonych w szeregi w Polsce ci oficerowie umundurowani byli w mundury Sił Zbrojnych ZSRR. W piśmie z 6 czerwca 1953 r. (już po śmierci Iosifa Stalina) Rada Ministrów Bolesława Bieruta zwracała się z prośbą o skierowanie Radzieckich do Sił Zbrojnych PRL, 303 doradców wojskowych, z czego 269 do MON, a 34 – do MBP (KBW i WOP) .

## Radzieccy oficerowie w ludowym Wojsku Polskim
Żołnierzami Armii Czerwonej pełniącymi wysokie stanowiska w ludowym Wojsku Polskim byli:
- Konstanty Rokossowski – Marszałek Związku Radzieckiego, 6 listopada 1949 roku został powołany na urząd polskiego Ministra Obrony Narodowej oraz mianowany na stopień Marszałka Polski. W 1956 roku wyjechał do Związku Radzieckiego[19][20];
- Stanisław Popławski – generał armii Armii Radzieckiej i WP, dowódca Wojsk Lądowych (1947–1950), Wiceminister Obrony Narodowej RP/PRL (1949–1956) w 1956 powrócił do ZSRR[21][22][23];
- Wanda Wasilewska – pułkownik Armii Czerwonej, współzałożycielka Związku Patriotów Polskich, 1 Dywizji Piechoty im. Tadeusza Kościuszki oraz 1 Armii Polskiej w ZSRR po zakończeniu wojny w 1945 roku zamieszkała w Kijowie jako obywatelka ZSRR[24][25];
- Jerzy Bordziłowski – generał pułkownik wojsk inżynieryjnych Armii Radzieckiej i generał broni WP, szef Sztabu Generalnego i jednocześnie wiceminister Obrony Narodowej w latach 1954-1965, w okresie 1952–1956 poseł na Sejm PRL I kadencji, W 1968 powrócił do ZSRR[26][27][23];
- Władysław Korczyc – generał pułkownik Armii Czerwonej i generał broni WP, poseł na Sejm PRL I kadencji w latach 1952–1954, członek Komisji Wojskowej Biura Politycznego KC PZPR, nadzorującej WP od maja 1949, w 1954 odwołany do ZSRR[28][22];
- Nikołaj Abramow – radziecki kontradmirał[29], dowódca Marynarki Wojennej od sierpnia do grudnia 1945 roku, w 1946 wrócił do ZSRR;
- Dmitrij Mostowienko – generał pułkownik wojsk pancernych Armii Czerwonej i generał broni Ludowego Wojska Polskiego, w latach 1944-1946 dowódca Wojsk Pancernych i Zmotoryzowanych WP, w 1946 wrócił do ZSRR[30];
- Stanisław Lisowski – generał porucznik wojsk inżynieryjnych Armii Radzieckiej i generał dywizji LWP, szef wojsk inżynieryjnych oraz Departamentu Inżynierii i saperów MON, w 1946 wrócił do ZSRR[31];
- Cezary Nowicki – podporucznik Armii Czerwonej, generał brygady LWP, szef Służby Samochodowej MON w latach 1953–1968, od 1945 do śmierci mieszkał w Polsce;
- Józef Waluk – oficer Armii Czerwonej i Informacji Wojskowej, generał brygady LWP, 1952-1954 szef Zarządu Informacji Wojsk Wewnętrznych, w latach 1954-1955 studiował w Wyższej Szkole KGB w Moskwie, w 1946 roku delegowany z Armii Czerwonej do Polski, gdzie mieszkał do śmierci[32];
- Michał Owczynnikow – generał dywizji, komendant Wojskowej Akademii Technicznej w latach 1956-1967, w 1968 wyjechał do ZSRR[33][23];
- Romuald Malinowski – generał major Armii Czerwonej, dowódca pułku łączności 1 Armii WP, w latach 1951-1958 szef zarządu łączności Sztabu Generalnego WP i szef Łączności LWP, w 1958 wrócił do ZSRR[23];
- Bolesław Kieniewicz – pułkownik Armii Czerwonej, generał dywizji LWP, dowódca Korpusu Bezpieczeństwa Wewnętrznego w latach 1945–1946, członek Państwowej Komisji Bezpieczeństwa, dowódca Okręgu Wojskowego nr V w Krakowie (1950–1954), poseł na Sejm PRL I kadencji. W 1954 roku wyjechał do ZSRR, ale po demobilizacji na własną prośbę wrócił do Polski i osiadł w Warszawie[34];
- Aleksander Modzelewski – generał major artylerii Armii Czerwonej, generał dywizji Ludowego Wojska Polskiego, od 1945 dowódca Artylerii Okręgu Wojskowego Nr IV w Katowicach, od 1946 roku inspektor artylerii Okręgu Wojskowego Nr IV we Wrocławiu, od 1947 w ZSRR[35];
- Edward Mokrzecki – podpułkownik Armii Czerwonej, generał brygady LWP, szef uzbrojenia Dowództwa Okręgu Wojskowego w Łodzi, potem dowództwa OW w Poznaniu, w 1949 uzyskał polskie obywatelstwo[36];
- Wsiewołod Strażewski – generał porucznik Armii Czerwonej, generał dywizji Ludowego Wojska Polskiego, w 1945 roku pierwszy wiceminister Obrony Narodowej, dowódca Okręgu Wojskowego: III Poznańskiego (1946-1948), I Warszawskiego (1948-1949), IV Śląskiego (1949-1956). 1952-1956 był posłem na Sejm PRL I kadencji, od 1956 delegowany do ZSRR, w 1972 osiadł w Polsce na stałe[37];
- Iwan Turkiel – generał pułkownik lotnictwa radzieckich wojsk lotniczych, generał broni LWP, od 1954 dowódca Wojsk Lotniczych i Obrony Przeciwlotniczej Obszaru Kraju;
- Ostap Steca – generał major Armii Czerwonej oraz generał brygady LWP, członek Państwowej Komisji Bezpieczeństwa, w 1956 wyjechał na stałe do ZSRR[38];
- Nikanor Gołosnicki – pułkownik radzieckiego wywiadu wojskowego, szef Oddziału Zwiadu (Oddziału Informacyjnego) Sztabu Głównego Wojska Polskiego[39].